# Espiando a un amigo
Espiando a un amigo es una novela de la escritora israelí Batya Gur (Batya Gur, 20 de enero de 1947 - 19 de mayo de 2005), publicada en español en el 2000. La historia relata como un muchacho, una muchacha y un anciano son tan inteligentes como para resolver un misterio de manera curiosa.